# A magyar jégkorong-válogatott mérkőzései 2006-ban
2006-ban a magyar jégkorong-válogatott több nemzetközi tornán is részt vett, legfontosabb a franciaországi Amiensben megrendezett IIHF Divízió I-es Világbajnokság volt.

## Eredmények
EIHC Torna - Pannon GSM Nemzetközi Jégkorongtorna
| 650. mérkőzés 2006. február 10. 18:30 (CET) | Szlovénia                                                  | 5 – 3                         | Magyarország                      | Budapest, Koriközpont Nézőszám: 1400 Játékvezetők: Druga |
| 650. mérkőzés 2006. február 10. 18:30 (CET) | Robar 27' Razingar 35' Hafner 47' Ciglenecki 55' Muric 56' | (0:0, 2:1, 3:2) (Jegyzőkönyv) | Ocskay 25' Majoross 48' Csibi 49' | Budapest, Koriközpont Nézőszám: 1400 Játékvezetők: Druga |

EIHC Torna - Pannon GSM Nemzetközi Jégkorongtorna
| 651. mérkőzés 2006. február 11. 15:00 (CET) | Magyarország                                                      | 6 – 3                         | Horvátország                           | Budapest, Koriközpont Nézőszám: 1400 Játékvezetők: Trilar |
| 651. mérkőzés 2006. február 11. 15:00 (CET) | Ladányi 16' Ocskay 19' Palkovics 21' 60' Peterdi 47' Hoffmann 60' | (2:1, 1:2, 3:0) (Jegyzőkönyv) | Chovanec 2' Grozaj 24' Mladjenovic 24' | Budapest, Koriközpont Nézőszám: 1400 Játékvezetők: Trilar |

EIHC Torna - Pannon GSM Nemzetközi Jégkorongtorna
| 652. mérkőzés 2006. február 12. 11:30 (CET) | Magyarország                                             | 6 – 4                         | Kanada                                     | Budapest, Koriközpont Játékvezetők: Trilar |
| 652. mérkőzés 2006. február 12. 11:30 (CET) | Ocskay 14' 16' Vas 20' Peterdi 31' Benk 38' Szajbert 48' | (2:1, 1:2, 3:0) (Jegyzőkönyv) | Figliomeni 4' 41' Illijow 54' Dumonski 59' | Budapest, Koriközpont Játékvezetők: Trilar |

Barátságos mérkőzés
| 653. mérkőzés 2006. április 6. 18:00 (CET) | Magyarország          | 2 – 3                         | Németország                         | Székesfehérvár Nézőszám: 1500 Játékvezetők: Árkovics |
| 653. mérkőzés 2006. április 6. 18:00 (CET) | Peterdi 4' Ocskay 37' | (1:2, 1:1, 0:0) (Jegyzőkönyv) | Kink 14' Petermann 20' Martinec 38' | Székesfehérvár Nézőszám: 1500 Játékvezetők: Árkovics |

Barátságos mérkőzés
| 654. mérkőzés 2006. április 8. 11:00 (CET) | Magyarország | 0 – 1                         | Németország | Budapest, Koriközpont Játékvezetők: Incze |
| 654. mérkőzés 2006. április 8. 11:00 (CET) |              | (0:0, 0:1, 0:0) (Jegyzőkönyv) | Retzer 33'  | Budapest, Koriközpont Játékvezetők: Incze |

Barátságos mérkőzés
| 655. mérkőzés 2006. április 11. | Lengyelország | 0 – 1                         | Magyarország | Sanok Nézőszám: 5000 Játékvezetők: Rzerzycha |
| 655. mérkőzés 2006. április 11. |               | (0:0, 0:0, 0:1) (Jegyzőkönyv) | Ocskay 52'   | Sanok Nézőszám: 5000 Játékvezetők: Rzerzycha |

Barátságos mérkőzés
| 656. mérkőzés 2006. április 12. | Lengyelország           | 2 – 4                         | Magyarország                           | Sanok Nézőszám: 3500 Játékvezetők: Rzerzycha |
| 656. mérkőzés 2006. április 12. | Podlipni 30' Sarnik 55' | (0:3, 1:0, 1:1) (Jegyzőkönyv) | Peterdi 5' Feil 13' Vas 14' Tokaji 53' | Sanok Nézőszám: 3500 Játékvezetők: Rzerzycha |

Barátságos mérkőzés
| 657. mérkőzés 2006. április 19. 18:00 (CET) | Magyarország                          | 4 – 2                         | Horvátország             | Zalaegerszeg Nézőszám: 500 Játékvezetők: Árkovics |
| 657. mérkőzés 2006. április 19. 18:00 (CET) | Ladányi 23' Palkovics 27' Vas 39' 41' | (0:0, 3:0, 1:2) (Jegyzőkönyv) | Grozaj 52' Brumercik 60' | Zalaegerszeg Nézőszám: 500 Játékvezetők: Árkovics |

IIHF Divízió I-es Világbajnokság
| 658. mérkőzés 2006. április 24. 16:30 (CET) | Nagy-Britannia                     | 3 – 4                         | Magyarország                              | Amiens, Coliséum Nézőszám: 1373 Játékvezetők: Lauff |
| 658. mérkőzés 2006. április 24. 16:30 (CET) | Myers 23' Phillips 57' Shields 58' | (0:1, 1:1, 2:2) (Jegyzőkönyv) | Gröschl 10' Kovács 29' Ocskay 45' Vas 47' | Amiens, Coliséum Nézőszám: 1373 Játékvezetők: Lauff |

IIHF Divízió I-es Világbajnokság
| 659. mérkőzés 2006. április 26. 16:30 (CET) | Magyarország                                                              | 8 – 0                         | Izrael | Amiens, Coliséum Nézőszám: 883 Játékvezetők: Muylaert |
| 659. mérkőzés 2006. április 26. 16:30 (CET) | Vas 6' 14' 26' Kovács 7' Peterdi 28' Szélig 35' Palkovics 53' Gröschl 56' | (3:0, 3:0, 2:0) (Jegyzőkönyv) |        | Amiens, Coliséum Nézőszám: 883 Játékvezetők: Muylaert |

IIHF Divízió I-es Világbajnokság
| 660. mérkőzés 2006. április 27. 20:00 (CET) | Franciaország                             | 3 – 3                         | Magyarország                         | Amiens, Coliséum Nézőszám: 3020 Játékvezetők: Lauff |
| 660. mérkőzés 2006. április 27. 20:00 (CET) | Rozenthal 13' Hecquefeuille 23' Barin 30' | (1:1, 2:1, 0:1) (Jegyzőkönyv) | Ocskay 19' Ladányi 21' Palkovics 53' | Amiens, Coliséum Nézőszám: 3020 Játékvezetők: Lauff |

IIHF Divízió I-es Világbajnokság
| 661. mérkőzés 2006. április 29. 20:00 (CET) | Magyarország          | 2 – 6                         | Németország                                                  | Amiens, Coliséum Nézőszám: 2648 Játékvezetők: Bergman |
| 661. mérkőzés 2006. április 29. 20:00 (CET) | Jánosi 9' Gröschl 36' | (1:0, 1:2, 0:4) (Jegyzőkönyv) | Barta 31' Boos 39' Felski 46' Seidenberg 50' 55' Ancicka 55' | Amiens, Coliséum Nézőszám: 2648 Játékvezetők: Bergman |

IIHF Divízió I-es Világbajnokság
| 662. mérkőzés 2006. április 30. 16:30 (CET) | Magyarország                    | 3 – 6                         | Japán                                                    | Amiens, Coliséum Nézőszám: 1340 Játékvezetők: Sevruk |
| 662. mérkőzés 2006. április 30. 16:30 (CET) | Kovács 6' Palkovics 28' Vas 55' | (1:1, 1:3, 1:2) (Jegyzőkönyv) | Ueno 10' Ogawa 31' Obara 35' Saito 40' Yule 45' Sato 49' | Amiens, Coliséum Nézőszám: 1340 Játékvezetők: Sevruk |

EIHC Torna - Pannon Nemzetközi Jégkorongtorna
| 663. mérkőzés 2006. november 10. 18:30 (CET) | Magyarország                                                        | 7 – 1                         | Szlovénia | Budapest, Sportaréna Játékvezetők: Nyeste |
| 663. mérkőzés 2006. november 10. 18:30 (CET) | Horváth 3' Palkovics 12' 32' Azari 31' Gröschl 34' 51' Majoross 51' | (2:0, 3:0, 2:1) (Jegyzőkönyv) | Kralj 57' | Budapest, Sportaréna Játékvezetők: Nyeste |

EIHC Torna - Pannon Nemzetközi Jégkorongtorna
| 664. mérkőzés 2006. november 11. 18:30 (CET) | Litvánia              | 2 – 10                        | Magyarország                                                                                | Budapest, Sportaréna Nézőszám: 5000 Játékvezetők: Kincses |
| 664. mérkőzés 2006. november 11. 18:30 (CET) | Bauba 32' Lelenas 49' | (0:4, 1:1, 1:5) (Jegyzőkönyv) | Ocskay 10' 15' Vaszjunyin 11' 15' Ladányi 27' Vas 41' 58' Benk 42' Gröschl 46' Szajbert 54' | Budapest, Sportaréna Nézőszám: 5000 Játékvezetők: Kincses |

EIHC Torna - Pannon Nemzetközi Jégkorongtorna
| 665. mérkőzés 2006. november 12. 17:30 (CET) | Magyarország                    | 3 – 4 (Hu.)                        | Franciaország                             | Budapest, Sportaréna Nézőszám: 7800 Játékvezetők: Nyeste |
| 665. mérkőzés 2006. november 12. 17:30 (CET) | Vas 12' Ladányi 24' Kangyal 26' | (1:0, 2:2, 0:1, 0:1) (Jegyzőkönyv) | Masson 35' Desrosiers 39' 65' Meunier 43' | Budapest, Sportaréna Nézőszám: 7800 Játékvezetők: Nyeste |

EIHC Torna
| 666. mérkőzés 2006. december 15. 15:30 (CET) | Olaszország                              | 4 – 1                         | Magyarország | Bled, Szlovénia Nézőszám: 300 Játékvezetők: Prezel |
| 666. mérkőzés 2006. december 15. 15:30 (CET) | Borgatello 6' 19' Narcizi 13' Rigoni 29' | (3:0, 1:0, 0:1) (Jegyzőkönyv) | Ladányi 45'  | Bled, Szlovénia Nézőszám: 300 Játékvezetők: Prezel |

EIHC Torna
| 667. mérkőzés 2006. december 16. 19:00 (CET) | Magyarország                                      | 4 – 3                         | Szlovénia                          | Bled, Szlovénia Nézőszám: 544 Játékvezetők: Colcuc |
| 667. mérkőzés 2006. december 16. 19:00 (CET) | Ladányi 30' Peterdi 32' Fekete 32' Vaszjunyin 33' | (0:1, 4:2, 0:0) (Jegyzőkönyv) | Poloncic 20' Rodman 21' Hafner 35' | Bled, Szlovénia Nézőszám: 544 Játékvezetők: Colcuc |

EIHC Torna
| 668. mérkőzés 2006. december 17. 14:00 (CET) | Magyarország                                            | 5 – 0                         | Horvátország | Bled, Szlovénia Nézőszám: 133 Játékvezetők: Ticar |
| 668. mérkőzés 2006. december 17. 14:00 (CET) | Palkovics 22' Peterdi 24' Vas 26' Ocskay 31' Fekete 43' | (0:0, 4:0, 1:0) (Jegyzőkönyv) |              | Bled, Szlovénia Nézőszám: 133 Játékvezetők: Ticar |

## Külső hivatkozások
- A Magyar Jégkorong Szövetség hivatalos honlapja